# Venera 15 i 16
Venera 15 i 16 foren dues sondes soviètiques que formaven part del Programa Venera. Llançades el 2 de juny i el 7 de juny de 1983, respectivament, eren naus idèntiques construïdes per a cartografiar amb ones de radar la superfície de Venus.
Les dues naus espacials van ser posades en òrbita amb un dia de per mig, amb un angle orbital d'aproximadament 4º relatiu l'una de l'altra. Això faria possible tornar a mapar una àrea si era necessari, atès que una sonda passaria primer i seguidament l'altra.